# Amasia Landscape
Amasia Landscape es una banda japonesa de J-Pop alternativo producida por el músico Dai Nagao, y que debutó modestamente en el año 2005 bajo el sello avex trax.
Amasia es más que nada Akico, la vocalista. Al igual que el primer proyecto de banda de Dai Nagao, Do As Infinity, Amasia Landscape comenzó interpretando su música a través de las calles, haciéndose de fieles fanáticos en los alrededores de Hakodake bajo el nombre de Eurasia 404, que posteriormente cambiaron. Nagao escribe, compone y produce cada uno de sus temas, los cuales son interpretados por Akico. Su estilo musical posee influencias del folk, así como también música étnica de distintas áreas del mundo.

## Discografía

### Miniálbumes
1. Goldenvine (27 de julio de 2005)
2. Flower Crown (14 de diciembre de 2005)

### Otros
- NEUTRAL-Type Akico from Amasia Landscape (30 de marzo de 2005)
Álbum que contiene temas de Do As Infinity con letras en inglés, interpretados por Akico.